# Aphelenchus avenae
Aphelenchus avenae är en rundmaskart. Aphelenchus avenae ingår i släktet Aphelenchus och familjen Aphelenchidae. Arten är reproducerande i Sverige. Inga underarter finns listade i Catalogue of Life.